# Kathrin Altwegg
Kathrin Altwegg (11 de diciembre de 1951 en Balsthal) es un astrofísica y profesora suiza.
Estudió física en la Universidad de Basilea. 
Profesora asociada de la Universidad de Berna, gerenta de proyecto del espectrómetro de masas Rosina y exdirectora del Centro de Espacio y Habitabilidad (CSH) de la Universidad de Berna.